# 期限付き移籍
期限付き移籍（きげんつきいせき）は、サッカーなどのプロスポーツにおいて、選手が現在所属しているクラブとの契約を保持したまま、期間を定めて他のクラブに移籍する制度。英語ではloan deal（ローン取引）という。なお、日本のメディアではしばしばレンタル移籍という表現が用いられるが、rentalは動産・不動産など物を対象とした貸与に使用される言葉であり、英語では人を対象とした移籍にrentalは用いられない。
この制度に、通常の移籍（完全移籍）にしばしば見られる移籍金は発生しないが、移籍先のクラブから移籍元のクラブに対して貸与料を支払う、選手報酬の支払いを肩代わりするという形態が一般的である。

## 利点・欠点
利点
- 移籍先チームの立場では、高額の移籍金を支払うリスクを避けつつ戦力を補充できる。特に資金力の乏しいクラブは期限付き移籍を多用する傾向がある。
- 選手の立場では、出場機会の増加が見込める。また移籍先クラブと選手の双方にとって、期限付き移籍は一種の「試行期間」であり、期限付き移籍先のクラブでの活躍が認められて、後に完全移籍するケースも多々ある。なお、将来的な完全移籍を前提としている場合、期限付き移籍の際に定めた移籍金を支払えば完全移籍に変更できるという契約を結ぶケースがあり、報道などでは「買取オプション」と表現される。
- 移籍元クラブの立場では、出場機会を与えづらい若手選手に試合経験を積ませることができる。
- 余剰戦力となっている、あるいはクラブに合わない外国籍選手を期限付き移籍させることによって外国人枠を空け、新たな外国籍選手を獲得することができる。

欠点
- 選手は移籍元クラブとの契約を維持しているため、仮に選手が活躍して名声を上げた場合にも移籍先クラブの潜在的財産とはならない。また、移籍元と移籍先が同じリーグの場合、移籍元のクラブとの対戦では契約により出場できず戦力にならないこともある。
- 活躍しても移籍元クラブの意向に左右され、原則として元のクラブに戻るため、期限付き移籍による戦力補強を多用したクラブは期限付き移籍期間終了後に戦力ダウンとなる。
- 毎年レンタル移籍を繰り返すリスクが伴うため、いわゆる「たらい回し」状態になりやすく一つのクラブに長く在籍するケースが少ない。

## 日本サッカー協会の期限付き移籍制度
日本サッカー協会ではJリーグおよびJFL（旧JFL含む）所属のプロサッカー選手について、期限付き移籍制度を定めている。期限付き移籍がJFAの定める正式な名称であるが、レンタル移籍という用語も同義として一般に用いられる。
期限付き移籍の場合、まず移籍元クラブ、移籍先クラブ、および選手の3者が合意に基づいて期限付き移籍契約を結ぶ。この際、移籍金は「移籍元クラブと移籍先クラブの合意による」と規定されているが、慣例としては発生しない。これに続いて、選手は移籍先クラブとの間に選手契約を結ぶが、契約の諸条件は原則として移籍元クラブとの契約条件と同じでなければならない。また、選手は移籍先クラブのA契約25名枠に含まれることとなる。
期限付き移籍期間が終了した場合、選手は自動的に移籍元クラブに再移籍する。ただし、3者の合意により期限付き移籍の延長や完全移籍に変更することも可能である。完全移籍に移行する場合、移籍元クラブに契約延長の意思がある場合には移籍金が発生するが、この場合年齢係数が半分になり通常の完全移籍より金額は低くなる。また、移籍元クラブが契約を延長しない場合には移籍金が発生しない。
期限付き移籍期間における契約の解除については規定がなく、両クラブの事情などを勘案し3者間の交渉によって解除を決定することになる。
2013年シーズンから、「移籍元クラブとの試合には出場できない」などの出場制限契約を結んでいる場合、条件を公表することが義務付けられた。
Jリーグでは1994年からこの制度が導入された。適用第1号は当時ヴェルディ川崎（現東京ヴェルディ）に在籍していた菊原志郎で、浦和レッズに1年間の期限付きで期限付き移籍した。その後も多くの選手が期限付き移籍によって活躍の場を得ており、現在では移籍の一手段として完全に定着している。
セレッソ大阪からスペイン・マジョルカへ移籍した大久保嘉人や京都パープルサンガからフランス・ルマンへ移籍した松井大輔、FC東京からイタリア・チェゼーナへ移籍した長友佑都など、海外のクラブに移籍する選手が、移籍最初のシーズンは完全移籍ではなく期限付き移籍で加入し、実績を挙げれば完全移籍に移行する事例も多い。

### 育成型期限付き移籍
23歳以下（当該登録年度の12月31日現在の年齢）の日本人選手が所属クラブと同一または所属クラブより下位カテゴリ所属のクラブ（例：所属元がJ2クラブの選手はJ2以下）へ移籍する場合に限り、移籍期限外での期限付き移籍を可能にする「育成型期限付き移籍」を2013年シーズンから試験導入した。2023年までは移籍先の対象が下位カテゴリ所属のクラブのみであったが2024年より同一カテゴリ所属のクラブでも可能となった。
これを導入した背景について、日本サッカー協会は、トップチームの若手育成大会「Jサテライトリーグ」が2009年に廃止（2016年と2017年に再開、その後若手選手育成の機会として2018年と2019年にJリーグ育成マッチデーを、2021年と2022年はJエリートリーグを実施）されたことによって、若手選手の実践機会が大幅に減ってきていることから、より多くの公式戦への出場機会を提供し実践を積むことを念頭に置いている。2013年は試験導入としており、2014年以後は2013年の試験導入の結果などを踏まえて判断するとしていた。
なお、J3リーグ発足当初の2014年から2015年において、J2以上に所属するクラブに在籍する選手でトップチームの出場機会が少ない選手を対象として編成されていた「JリーグU-22」については、期限付き移籍のルールとは別に、各試合ごとに各クラブから無作為で選手を選抜する方式がとられ、事実上所属クラブとU-22の「二重登録」としていたが、U-22の累積警告・退場は所属元クラブへは反映しないことになっていた。また、2016年から参加が認められた各クラブ単位のU-23チームについても、これらの期限付き移籍とは別に、トップチームとの明確な選手登録の線引き・区分けはしないで、プロ野球と同じように一つのチームでトップとU-23を自由に選手登録ができるようにする方式が計画されている。背番号はトップ・U-23同じでも、別々でもよいことになっているが、シーズン途中の変更は禁止されている。

## その他
イングランドのプロサッカーリーグ（プレミアリーグ・イングリッシュ・フットボールリーグ）においては、欧州連合（EU）、欧州自由貿易連合（EFTA）加盟国以外の諸外国籍の者はイギリスの就労ビザ取得が前提となるが、その場合、特例を除き原則として国際Aマッチで一定の試合数の代表キャップを保有することが義務付けられ、それを満たしていない場合には、パス（選手保有権）をイングランドのクラブが保有したままで、それ以外の国内リーグへ期限付き移籍とする例も多数ある。その代表例として、板倉滉は、マンチェスター・シティFCに2019年完全移籍したものの、国際Aマッチ出場歴が規定試合数を満たしていないため就労ビザ発給に至らず、最初はオランダ・エールディビジのFCフローニンゲンに期限付き移籍し、2021年に、ドイツのブンデスリーガ2部・シャルケ04に再度期限付き移籍（保有権買取条件付き）翌年に同国のブンデスリーガ1部・ボルシア・メンヒェングラートバッハに完全移籍した。
一方で、予算が潤沢な一部のクラブが大量の選手保有権を得て、期限付き移籍に回すということが「囲い込み」と批判されるようにもなった。そこでFIFAは2022年3月の理事会で、一つのクラブが同一シーズンに海外クラブへ貸し出す期限付き移籍選手と海外クラブから受け入れる期限付き移籍選手の人数に制限を課すことを決定した。2022-2023シーズンは8名まで、2023-2024シーズンは7名まで、2024-2025シーズン以降は6名までと段階的に引き下げとなる。ただし、21歳以下の選手及びホームグロウン選手についてはこの制限の枠外である。
世界のサッカー界においては、日本での導入以前から期限付き移籍は広く行われてきた。ヨーロッパではその他の一部スポーツでも、期限付き移籍が導入されている。
日本では上述のサッカーに加え、アイスホッケー、バレーボール、ラグビーにおいて期限付き移籍制度が導入されている。プロレスにおいては団体同士の交渉によって期限付き移籍となることがある。
また、現在野球協約の規定で行えない日本野球機構でも、同様の制度を国内で導入する検討が行われている。なお、日本のプロ野球ではかつて、一部の球団で「野球留学」という名目で、任意引退の扱いで日本国内の球団が選手の所有権利を持ちながら大リーグ傘下のマイナーリーグでプレーする、期限付き移籍に近い概念の選手がいたが、1998年11月の野球協約第68条第2項の改正により、任意引退の制度を利用した海外移籍は禁止された。
しかし、国内でも他球団に移籍後、短期間で元の球団に復帰した事例が存在する。
- 小林誠二（広島→西武→広島）- 1981年の西武への移籍時「小林は3年間で広島に復帰させる」と両球団の間で取り決めを交わした。小林は西武在籍中に試みた投球フォーム改造と新球種が奏功し、広島復帰後は抑え投手として活躍した[8]。
- 入来智（近鉄→広島→近鉄）・吉本亮（広島→近鉄→広島）- 1996年シーズン途中に近鉄の便利屋投手・入来と広島の2番手捕手・吉本の交換トレードが実施されたが、両選手共に移籍先では出番が少なく、シーズン終了後に広島から御船秀之が付け足される形で元の球団に返却された[9]。

2012年より育成選手の独立リーグへの「派遣」という名目の期限付き移籍が認められた。また、2022年には当時兵庫ブレイバーズ所属の久保康友が、自らの提案で富良野ブルーリッジへ独立リーグ球団間の「レンタル移籍」を行った。
2011年にはプロバスケットボールのbjリーグにおいて東日本大震災の影響で活動休止となった3球団（仙台・埼玉・東京）の選手を救済する目的で緊急導入され、2013年に発足したNBL、そのNBLとbjリーグが統合したBリーグにおいて本格導入されている。
アメリカのプロスポーツ界においては、選手の労働組合との兼ね合いやフリーエージェント制度などとの関連もあり、期限付き移籍制度は導入されていない。

## スポーツ界以外の事例
スポーツ業界以外では、日本の防衛省が民間企業の社員研修をかねて、民間企業の社員を2年から3年ほど防衛省に期限付き移籍させる、「任期制自衛官」制度の設立を検討していると報じられた。
また官公庁や地方自治体等において、専門職として弁護士等を任期付採用職員扱いで採用する場合も、任期満了後は元々勤務していた事務所に復職するケースが多いことから、期限付き移籍になぞらえられることがある。